# Giáo hoàng Gioan XVII
Gioan XVII (Latinh: Joannes XVII) là người kế nhiệm Giáo hoàng Silvester II và là vị giáo hoàng thứ 140.
Theo niên giám tòa thánh năm 1806 thì ông đắc cử Giáo hoàng vào năm 1003 và ở ngôi Giáo hoàng trong 4 tháng 22 ngày. Niên giám tòa thánh năm 2003 xác định triều đại của ông kéo dài từ tháng 6 năm 1003 cho tới tháng 12 năm 1003.
Giáo hoàng Joannes XVII sinh tại Rôma. Ông đã lập gia đình trước khi được lựa chọn làm Giáo hoàng và có ba người con, tất cả họ đều trở thành linh mục..
Ông được bầu chọn vào giai đoạn bất ổn khủng khiếp theo sau cái chết của hoàng đế nước Đức, Otto III. Ông được bầu làm Giáo hoàng do ý muốn của John Crescentius.
Triều Giáo hoàng của ông tồn tại được 6 tháng, và không có biến cố gì quan trọng xảy ra. Cho đến nay, người ta vẫn không biết nơi mai táng ông.